# Paul Roger Sibour
Paul Roger Sibour († nach 1678) war ein französischer Sprachmeister.

## Leben
Sibour stammte aus Tours. Er wurde 1672 Sprachmeister der französischen Sprache an der Universität Tübingen und verfasste verschiedene Lehrbücher des Französischen.

## Werke
- Dialogues familiers françois & allemans, cy-devant connus & celebres sous le titre de Parlement. 3. Auflage, Straßburg 1676
- Anleitung zu der franzoesischen Sprach, begreifend was anfaenglich, diese Sprach zuerlernen, am allernoethigsten sey [...]. Erster Theil. Tübingen 1676
- Anleitung zu der frantzösischen Sprach, Anderer Theil. Tübingen 1676
- Fortsetzung deß VIII. Capitels deß andern Theils der Anleitung zur frantzösischen Sprach [...]. Tübingen 1678